# A Mickey egér epizódjainak listája
A Mickey egér című amerikai televíziós rajzfilmsorozat epizódjainak listája.

## Évados áttekintés
| Évad | Évad | Epizódok | Eredeti sugárzás  | Eredeti sugárzás | Magyar sugárzás            | Magyar sugárzás            |
| Évad | Évad | Epizódok | Évadpremier       | Évadfinálé       | Évadpremier                | Évadfinálé                 |
| ---- | ---- | -------- | ----------------- | ---------------- | -------------------------- | -------------------------- |
|      | 1    | 18       | 2013. június 28.  | 2014. március 7. | 2013. november 2.          | 2014. július 12.           |
|      | 2    | 19       | 2014. április 11. | 2015. június 9.  | 2014. július 19.           | 2015. július 18.           |
|      | 3    | 20       | 2015. július 17.  | 2016. július 29. | 2015. október 31.          | 2016. október 16.          |
|      | 4    | 19       | 2017. június 9.   | 2018. július 14. | 2017. november 18.         | 2019. augusztus 16.        |
|      | 5    | 18       | 2018. október 6.  | 2019. július 20. | 2022. június 14. (Disney+) | 2022. június 14. (Disney+) |

## 1. évad
| #   | Eredeti cím           | Magyar cím            | Rendezte       | Írta                                                                               | Eredeti premier     | Magyar premier     |
| --- | --------------------- | --------------------- | -------------- | ---------------------------------------------------------------------------------- | ------------------- | ------------------ |
| 1.  | No Service            | Nincs kiszolgálás     | Paul Rudish    | Paul Rudish                                                                        | 2013. június 28.    | 2013. november 2.  |
| 2.  | Yodelberg             | Yodli hegy            | Aaron Springer | Derek Dressler & Clayton Morrow & Paul Rudish & Aaron Springer                     | 2013. június 29.    | 2013. november 9.  |
| 3.  | Croissant de Triomphe | Croissant de Triomphe | Paul Rudish    | Paul Rudish                                                                        | 2013. július 2.     | 2013. november 16. |
| 4.  | New York Weenie       | New York-i virsli     | Aaron Springer | Aaron Springer                                                                     | 2013. július 5.     | 2013. november 23. |
| 5.  | Tokyo Go              | Tokiói futam          | Paul Rudish    | Heiko Drengenberg & Derek Dressler & Clay Morrow & Paul Rudish & Aaron Springer    | 2013. július 12.    | 2013. november 29. |
| 6.  | Stayin' Cool          | Kánikula              | Dave Wasson    | Derek Dressler & Clay Morrow & Paul Rudish & Aaron Springer & Dave Wasson          | 2013. július 19.    | 2013. december 7.  |
| 7.  | Gasp!                 | Nahát!                | Clay Morrow    | Clay Morrow                                                                        | 2013. július 26.    | 2013. december 14. |
| 8.  | Panda-monium          | Panda káosz           | Aaron Springer | Aaron Springer                                                                     | 2013. augusztus 2.  | 2013. december 21. |
| 9.  | Bad Ear Day           | Rossz fül nap         | Chris Savino   | Derek Dressler & Clay Morrow & Paul Rudish & Chris Savino & Aaron Springer         | 2013. augusztus 16. | 2013. december 28. |
| 10. | Ghoul Friend          | Szellemes barát       | Aaron Springer | Aaron Springer                                                                     | 2013. október 4.    | 2014. január 4.    |
| 11. | Dog Show              | Kutya kiállítás       | Dave Wasson    | Dave Wasson & Aaron Springer & Clay Morrow & Paul Rudish & Derek Dressler          | 2013. október 11.   | 2014. január 11.   |
| 12. | O Sole Minnie         | O Sole Minnie         | Paul Rudish    | Derek Dressler & Clay Morrow & Alonso Ramirez Ramos & Paul Rudish & Aaron Springer | 2013. október 18.   | 2014. január 18.   |
| 13. | Potatoland            | Krumpliország         | Aaron Springer | Aaron Springer                                                                     | 2013. november 18.  | 2014. június 7.    |
| 14. | Sleepwalkin           | Az alvajáró           | Paul Rudish    | Heiko Drengenberg & Derek Dressler & Clay Morrow & Paul Rudish & Aaron Springer    | 2013. november 28.  | 2014. január 25.   |
| 15. | Flipperboobootosis    | Uszonydudorózis       | Paul Rudish    | Darrick Bachman & Paul Rudish & David Gemmill & Clay Morrow                        | 2014. január 3.     | 2014. június 28.   |
| 16. | Tapped Out            | Pankráció             | Clay Morrow    | Darrick Bachman & Clay Morrow & Paul Rudish & Aaron Springer                       | 2014. január 10.    | 2014. június 14.   |
| 17. | Third Wheel           | Édes hármas           | Clay Morrow    | Derek Dressler & Clay Morrow & Paul Rudish & Aaron Springer                        | 2014. február 14.   | 2014. július 5.    |
| 18. | The Adorable Couple   | Párosan szép az élet  | William Reiss  | Darrick Bachman & Clay Morrow & William Reiss & Paul Rudish                        | 2014. március 7.    | 2014. július 12.   |

## 2. évad
| #   | Eredeti cím         | Magyar cím             | Rendezte          | Írta                                                                                     | Eredeti premier      | Magyar premier     |
| --- | ------------------- | ---------------------- | ----------------- | ---------------------------------------------------------------------------------------- | -------------------- | ------------------ |
| 1.  | Cable Car Chaos     | Villamos vágta         | Aaron Springer    | Darrick Bachman & Clayton Morrow & Paul Rudish & Aaron Springer                          | 2014. április 11.    | 2014. november 24. |
| 2.  | Fire Escape         | Meleg helyzet          | Paul Rudish       | Darrick Bachman & Cindy Morrow & Clay Morrow & Alonso Ramirez Ramos & Paul Rudish        | 2014. április 25.    | 2014. november 25. |
| 3.  | Eau de Minnie       | Minnie kölni           | Paul Rudish       | Darrick Bachman & Aliki T. Grafft & Clay Morrow & Paul Rudish                            | 2014. május 23.      | 2014. november 26. |
| 4.  | O Futebol Clássico  | Világbajnoki döntő     | Paul Rudish       | Darrick Bachman & Derek Dressler & Clay Morrow & Alonso Ramirez Ramos & Paul Rudish      | 2014. június 6.      | 2014. július 19.   |
| 5.  | Down the Hatch      | Felfedezzük Donaldot   | Paul Rudish       | Darrick Bachman & Heiko Drengenberg & Clay Morrow & Richard Pursel & Paul Rudish         | 2014. június 20.     | 2014. november 28. |
| 6.  | Goofy's Grandma     | Goofy nagyija          | Aaron Springer    | Darrick Bachman & Clay Morrow c Paul Rudish & Aaron Springer                             | 2014. július 11.     | 2014. december 1.  |
| 7.  | Captain Donald      | Donald kapitány        | Paul Rudish       | Mark Ackland & Darrick Bachman & Cindy Morrow & Clay Morrow & Paul Rudish                | 2014. augusztus 8.   | 2014. december 9.  |
| 8.  | Mumbai Madness      | Mumbai-i őrület        | Paul Rudish       | Darrick Bachman & Alonso Ramirez Ramos & Paul Rudish                                     | 2014. szeptember 26. | 2015. április 7.   |
| 9.  | The Boiler Room     | A kazánház             | Paul Rudish       | Darrick Bachman & Matt Chapman & Heiko Drengenberg & Clay Morrow & Paul Rudish           | 2014. október 2.     | 2014. november 27. |
| 10. | Space Walkies       | Űrséta                 | Paul Rudish       | Darrick Bachman & Riccardo Durante & Richard Pursel & Alonso Ramirez Ramos & Paul Rudish | 2014. november 7.    | 2015. április 6.   |
| 11. | Mickey Monkey       | Mickey majom           | Aaron Springer    | Darrick Bachman & Clay Morrow & Paul Rudish & Aaron Springer                             | 2014. november 18.   | 2014. november 18. |
| 12. | Clogged             | Szélmalomharc          | Paul Rudish       | Darrick Bachman & Chris Houghton & Paul Rudish                                           | 2014. december 12.   | 2015. április 8.   |
| 13. | Goofy's First Love  | Goofy első szerelme    | Clay Morrow       | Darrick Bachman & Clay Morrow & Paul Rudish & Aaron Springer                             | 2015. január 9.      | 2015. április 9.   |
| 14. | Doggone Biscuits    | A jutifalat            | Eddie Trigueros   | Darrick Bachman & Clay Morrow & Paul Rudish & Eddie Trigueros                            | 2015. január 16.     | 2015. július 13.   |
| 15. | Workin' Stiff       | Hullafáradt            | Eddie Trigueros   | Darrick Bachman & Cindy Morrow & Clay Morrow & Paul Rudish & Eddie Trigueros             | 2015. február 20.    | 2015. július 14.   |
| 16. | Al Rojo Vivo        | Elvörösödve            | Dave Wasson       | Mark Ackland & Darrick Bachman & Riccardo Durante & Paul Rudish & Dave Wasson            | 2015. március 27.    | 2015. július 15.   |
| 17. | Bottle Shocked      | Limonádé-futam         | Heiko Drengenberg | Darrick Bachman & Heiko Drengenberg & Paul Rudish                                        | 2015. április 24.    | 2015. július 16.   |
| 18. | A Flower for Minnie | Szép szirmok és Minnie | Dave Wasson       | Mark Ackland, Darrick Bachman, Riccardo Dudante, Paul Rudish, Andy Suriano, Dave Wasson  | 2015. május 29.      | 2015. július 18.   |
| 19. | Bronco Busted       | Oké-zsokék             | Dave Wasson       | Darrick Bachman, Paul Rudish, Dave Wasson                                                | 2015. június 9.      | 2015. július 17.   |

## 3. évad
| #   | Eredeti cím         | Magyar cím            | Rendezte             | Írta                                                                           | Eredeti premier      | Magyar premier      |
| --- | ------------------- | --------------------- | -------------------- | ------------------------------------------------------------------------------ | -------------------- | ------------------- |
| 1.  | Coned               | Gallérosok            | Dave Wasson          | Darrick Bachman, Clay Morrow, Paul Rudish, Dave Tenant & Dave Wasson           | 2015. július 17.     | 2016. augusztus 1.  |
| 2.  | One Man Band        | Egyszemélyes zenekar  | Dave Wasson          | Darrick Bachman, Paul Rudish, & Dave Wasson                                    | 2015. augusztus 14.  | 2016. augusztus 3.  |
| 3.  | Wish Upon a Coin    | Csodakút              | William Reiss        | Darrick Bachman, Aliki T. Grafft, William Reiss, Paul Rudish, & Dave Wasson    | 2015. augusztus 21.  | 2016. augusztus 4.  |
| 4.  | Movie Time          | Filmnézés             | Dave Wasson          | Darrick Bachman, Bernie Petterson, Paul Rudish, & Dave Wasson                  | 2015. szeptember 11. | 2016. augusztus 5.  |
| 5.  | Shifting Gears      | Kocsi gondok          | Clay Morrow          | Derek Dressler, Clay Morrow, Paul Rudish, & Aaron Springer                     | 2015. szeptember 18. | 2016. augusztus 6.  |
| 6.  | Black And White     | Fekete-fehér          | Clay Morrow          | Darrick Bachman, Clay Morrow, Paul Rudish, & Dave Wasson                       | 2015. október 2.     | 2015. október 31.   |
| 7.  | ¡Feliz Cumpleaños!  | Boldog születésnapot! | Alonso Ramirez Ramos | Darrick Bachman, Alonso Ramirez Ramos, & Paul Rudish                           | 2015. november 18.   | 2015. november 18.  |
| 8.  | Wonders of the Deep | A mélység csodái      | Alonso Ramirez Ramos | Darrick Bachman, Alonso Ramirez Ramos, Paul Rudish, & Dave Wasson              | 2015. november 26.   | 2016. május 7.      |
| 9.  | Road Hogs           | Vadmotorosok          | Paul Rudish          | Darrick Bachman, Heiko Drengenberg, & Paul Rudish                              | 2015. december 11.   | 2016. május 7.      |
| 10. | No                  | Nem!                  | Clay Morrow          | Darrick Bachman, Clay Morrow, Paul Rudish, Dave Tennant & Dave Wasson          | 2016. január 8.      | 2016. május 14.     |
| 11. | Roughin' It         | Kempingezés           | Dave Wasson          | Darrick Bachman, Paul Rudish & Dave Wasson                                     | 2016. január 22.     | 2016. május 21.     |
| 12. | Dancevidaniya       | Tánc-vidányijá        | Dave Thomas          | Mark Ackland, Darrick Bachman, Riccardo Durante & Paul Rudish                  | 2016. február 5.     | 2016. augusztus 18. |
| 13. | Couple's Sweaters   | Páros pulcsi          | William Reiss        | Darrick Bachman, William Reiss & Paul Rudish                                   | 2016. február 12.    | 2016. május 7.      |
| 14. | Turkish Delights    | Törökméz              | Clay Morrow          | Darrick Bachman, Clay Morrow & Paul Rudish                                     | 2016. március 18.    | 2016. október 12.   |
| 15. | Sock Burgla         | A zoknitolvaj         | Paul Rudish          | Darrick Bachman, Joe Pitt, Paul Rudish & Dave Wasson                           | 2016. április 15.    | 2016. október 10.   |
| 16. | Ku'u Lei Melody     | Hawaii dallam         | Alonso Ramirez Ramos | Darrick Bachman, Alonso Ramirez Ramos & Paul Rudish                            | 2016. április 22.    | 2016. október 11.   |
| 17. | Entombed            | Sírkutatás            | Dave Thomas          | Darrick Bachman, Paul Rudish & Dave Thomas                                     | 2016. május 13.      | 2016. október 14.   |
| 18. | No Reservation      | Nincs foglalás        | Eddie Trigueros      | Mark Ackland, Darrick Bachman, Riccardo Durante, Paul Rudish & Eddie Trigueros | 2016. június 3.      | 2016. október 15.   |
| 19. | Split Decisions     | Kétes érzések         | Dave Wasson          | Darrick Bachman, Paul Rudish & Dave Wasson                                     | 2016. június 12.     | 2016. október 13.   |
| 20. | Good Sports         | Sportszerűség         | Paul Rudish          | Darrick Bachman, Heiko Drengenberg, Paul Rudish & Eddie Trigueros              | 2016. július 29.     | 2016. október 16.   |

## 4. évad
| #   | Eredeti cím         | Magyar cím            | Rendezte             | Írta                                                | Eredeti premier      | Magyar premier                                       |
| --- | ------------------- | --------------------- | -------------------- | --------------------------------------------------- | -------------------- | ---------------------------------------------------- |
| 1.  | Swimmin' Hole       | Az úsztató            | Dave Wasson          | Darrick Bachman, Paul Rudish & Dave Wasson          | 2017. június 9.      | 2017. november 18.                                   |
| 2.  | Canned              | A szemét              | Paul Rudish          | Darrick Bachman, Joe Pitt & Paul Rudish             | 2017. június 23.     | 2017. november 18.                                   |
| 3.  | Touchdown and Out   | Amerikai foci         | Dave Thomas          | Darrick Bachman, Paul Rudish & Dave Thomas          | 2017. július 7.      | 2017. november 18.                                   |
| 4.  | Locked in Love      | Szerelembe zárva      | Alonso Ramirez Ramos | Darrick Bachman, Alonso Ramirez Ramos & Paul Rudish | 2017. július 14.     | 2017. november 20. (YouTube) 2019. augusztus 6. (TV) |
| 5.  | Bee Inspired        | Ha megszáll az ihlet  | Eddie Trigueros      | Darrick Bachman, Paul Rudish & Eddie Trigueros      | 2017. augusztus 11.  | 2019. augusztus 7.                                   |
| 6.  | Shipped Out         | Hajóút                | Dave Wasson          | Darrick Bachman, Paul Rudish & Dave Wasson          | 2017. augusztus 25.  | 2019. augusztus 8.                                   |
| 7.  | Three-Legged Race   | Három láb futás       | Dave Thomas          | Darrick Bachman, Paul Rudish & Dave Thomas          | 2017. szeptember 15. | 2019. augusztus 9.                                   |
| 8.  | Nature's Wonderland | A szivárványbarlang   | Dave Thomas          | Darrick Bachman, Paul Rudish & Dave Thomas          | 2017. október 6.     | 2019. augusztus 14.                                  |
| 9.  | The Birthday Song   | Szülinapi dal         | Alonso Ramirez Ramos | Darrick Bachman, Alonso Ramirez Ramos & Paul Rudish | 2017. november 16.   | 2017. november 18.                                   |
| 10. | The Perfect Dream   | A tökéletes álom      | Eddie Trigueros      | Darrick Bachman, Paul Rudish & Eddie Trigueros      | 2017. december 22.   | 2019. február 22.                                    |
| 11. | Feed the Birds      | Etesd a madarakat!    | Eddie Trigueros      | Darrick Bachman, Paul Rudish & Eddie Trigueros      | 2018. január 13.     | 2019. augusztus 15.                                  |
| 12. | Carnaval            | Carnaval              | Alonso Ramirez Ramos | Darrick Bachman, Alonso Ramirez Ramos & Paul Rudish | 2018. február 3.     | 2019. július 26.                                     |
| 13. | Year of the Dog     | A kutya éve           | Dave Thomas          | Darrick Bachman, Paul Rudish & Dave Thomas          | 2018. február 10.    | 2019. augusztus 16.                                  |
| 14. | The Fancy Gentleman | A kifinomult úriember | Dave Wasson          | Darrick Bachman, Paul Rudish & Dave Wasson          | 2018. március 10.    | 2019. július 25.                                     |
| 15. | New Shoes           | Új cipők              | Eddie Trigueros      | Darrick Bachman, Paul Rudish & Eddie Trigueros      | 2018. április 14.    | 2019. február 9.                                     |
| 16. | Springtime          | Kikelet               | Alonso Ramirez Ramos | Darrick Bachman, Alonso Ramirez Ramos & Paul Rudish | 2018. május 12.      | 2019. július 31.                                     |
| 17. | Dumb Luck           | Vakszerencse          | Dave Wasson          | Darrick Bachman, Paul Rudish & Dave Wasson          | 2018. június 8.      | 2019. július 30.                                     |
| 18. | Flushed!            | Lehúzás               | Paul Rudish          | Darrick Bachman, Mike Bell & Paul Rudish            | 2018. június 30.     | 2019. augusztus 1.                                   |
| 19. | Roll 'em            | Felvétel              | Eddie Trigueros      | Darrick Bachman, Paul Rudish & Eddie Trigueros      | 2018. július 14.     | 2019. augusztus 2.                                   |

## 5. évad
| #   | Eredeti cím              | Magyar cím             | Rendezte             | Írta                                                 | Eredeti premier    | Magyar premier             |
| --- | ------------------------ | ---------------------- | -------------------- | ---------------------------------------------------- | ------------------ | -------------------------- |
| 1.  | Amore Motore             | Motoros szerelem       | Alonso Ramirez Ramos | Darrick Bachman, Alonso Ramirez Ramos & Paul Rudish  | 2018. október 6.   | 2022. június 14. (Disney+) |
| 2.  | A Pete Scorned           | Pete megbántódik       | Dave Wasson          | Darrick Bachman, Paul Rudish & Dave Wasson           | 2018. október 20.  | 2022. június 14. (Disney+) |
| 3.  | House Painters           | Házfestők              | Eddie Trigueros      | Darrick Bachman, Paul Rudish & Eddie Trigueros       | 2018. november 3.  | 2022. június 14. (Disney+) |
| 4.  | Surprise!                | Meglepetés!            | Clay Morrow          | Darrick Bachman, Clay Morrow & Paul Rudish           | 2018. november 18. | 2022. június 14. (Disney+) |
| 5.  | Hats Enough              | Veszem a kalapom       | Clay Morrow          | Darrick Bachman, Clay Morrow & Paul Rudish           | 2018. december 8.  | 2022. június 14. (Disney+) |
| 6.  | Safari, So Good          | A szafari, de jó!      | Eddie Trigueros      | Darrick Bachman, Paul Rudish, & Eddie Trigueros      | 2019. január 12.   | 2022. június 14. (Disney+) |
| 7.  | For Whom the Booth Tolls | Akiért a fülke szól    | Alonso Ramirez Ramos | Darrick Bachman, Alonso Ramirez Ramos & Paul Rudish  | 2019. február 9.   | 2022. június 14. (Disney+) |
| 8.  | Outta Time               | Időutazás              | Dave Wasson          | Darrick Bachman, Paul Rudish & Dave Wasson           | 2019. február 23.  | 2022. június 14. (Disney+) |
| 9.  | My Little Garden         | Az én kis kertem       | Dave Wasson          | Darrick Bachman, Paul Rudish & Dave Wasson           | 2019. március 9.   | 2022. június 14. (Disney+) |
| 10. | You, Me and Fifi         | Te meg én, meg a kutyi | Eddie Trigueros      | Darrick Bachman, Paul Rudish, & Eddie Trigueros      | 2019. március 23.  | 2022. június 14. (Disney+) |
| 11. | Outback at Ya!           | Bumm-eráng             | Clay Morrow          | Darrick Bachman, Clay Morrow & Paul Rudish           | 2019. április 6.   | 2022. június 14. (Disney+) |
| 12. | Our Homespun Melody      | Egy kis hazai nóta     | Alonso Ramirez Ramos | Darrick Bachman, Alonso Ramirez Ramos & Paul Rudish  | 2019. április 20.  | 2022. június 14. (Disney+) |
| 13. | Over The Moon            | Kóros Hold             | Clay Morrow          | Darrick Bachman, Clay Morrow & Paul Rudish           | 2019. május 4.     | 2022. június 14. (Disney+) |
| 14. | Easy Street              | Aranyélet              | Dave Wasson          | Darrick Bachman, Paul Rudish & Dave Wasson           | 2019. május 18.    | 2022. június 14. (Disney+) |
| 15. | Two Can't Play           | Páros párbaj           | Eddie Trigueros      | Darrick Bachman, Paul Rudish, & Eddie Trigueros      | 2019. június 8.    | 2022. június 14. (Disney+) |
| 16. | Our Floating Dreams      | Álmaink vizén          | Alonso Ramirez Ramos | Darrick Bachman, Alonso Ramirez Ramos, & Paul Rudish | 2019. június 22.   | 2022. június 14. (Disney+) |
| 17. | Gone to Pieces           | Szétesve               | Clay Morrow          | Darrick Bachman, Clay Morrow & Paul Rudish           | 2019. július 6.    | 2022. június 14. (Disney+) |
| 18. | Carried Away             | Elsodorva              | Eddie Trigueros      | Darrick Bachman, Paul Rudish, & Eddie Trigueros      | 2019. július 20.   | 2022. június 14. (Disney+) |

## Különkiadások
| #  | Eredeti cím                                                     | Magyar cím                                          | Rendezte                           | Írta            | Eredeti premier   | Magyar premier     |
| -- | --------------------------------------------------------------- | --------------------------------------------------- | ---------------------------------- | --------------- | ----------------- | ------------------ |
| 1. | Duck the Halls: A Mickey Mouse Christmas Special                | Kacsa karácsony: Miki és Donald karácsonyi kalandja | Alonso Ramirez Ramos & Dave Wesson | Darrick Bachman | 2016. december 9. | 2016. december 16. |
| 2. | The Scariest Story Ever: A Mickey Mouse Halloween Spooktacular! | Mickey egér és a legrémisztőbb Halloween            | Alonso Ramirez Ramos & Dave Wesson | Darrick Bachman | 2017. október 8.  | 2017. október 28.  |